# Interflix
Interflix is een Vlaamse jeugdserie, die (als laatste) in het rijtje past van voorgangers zoals: De opkopers, Merlina en Postbus X. De reeks, met in de hoofdrollen Paul Ricour en Ludo Hellinx, startte op 5 oktober 1994 op het Vlaamse TV2. Dit was de laatste serie die gemaakt werd met dezelfde crew van Merlina en Postbus X.
Sinds 9 februari 2019 bestaat er een podcast met de naam Akkerdjie! (gebaseerd op een veelgebruikte vloek van Paul Ricour), die nostalgie ophaalt over oude series, met als eerste aflevering over Ricours leven als fictief figuur "Polycarpus Tack" in de verschillende series.

## Verhaal
De serie gaat over Felix Haantjes die onder de naam Interflix een soort uitzendbureau voor management runt, wat alleen uit hemzelf bestaat. Hij is lang niet zo goed en slim als hij zich voordoet en moet dan ook vaak door zijn vrienden uit het nabijgelegen café De Nul Promille (waar geen alcohol geschonken wordt, vandaar de naam) uit de brand worden geholpen. Zijn handelsmerk is een pluche haan. Ook uitvinder Albinus van Hoplinus en commissaris Van Pas komen in het verhaal voor.

## Rolverdeling
- Policarpus 'Pol' Tack - Paul Ricour
- Felix Haantjes - Ludo Hellinx
- Victorine Kiekens - Agnes De Nul
- Katia de serveerster - Paula Bangels
- Hilarius van Hoplinus - Leo Rozenstraten
- Albinus van Hoplinus - Chris Van den Durpel
- Melchior Marivoet - Frank Hofmans
- Commissaris Jan Van Pass - Harry De Peuter
- Brigadier Mie-Jef Mostart - Martina Gettemans
- Mama Tonio - Greta Van Langendonck
- Tony Tonio - Arturo Cardini
- Tommy Tonio - Eddy Reniers
- Toby Tonio - Louis Vervoort

## Afleveringen
1. De nieuwe kracht
2. De zaak Zamboula
3. Ravenburg Hills Blues
4. Gevaarlijk gebak
5. Zweedse Rapsodie
6. Bananen
7. Sterke Adem
8. El Sul
9. Het commissarissencomplot
10. Serieuze problemen
11. Geheime Opdracht
12. Winkeldieven
13. Big bang in Ravenburg
14. Het kind van Zes Miljoen
15. De stille Killer
16. Vang de Valsemunsters
17. Blinde liefde
18. Acajaka
19. Een bruid in de nacht
20. De Rode Haan
21. De A.U.B.-baby
22. De stofkoning
23. De machtige zeven
24. Schattenduikers
25. Poppenspel
26. De Kleptocyclisten
27. De Kronkronbali's
28. De klunsclowns
29. Alibi voor Willy
30. De muur der schande
31. Mama Pizza
32. De vierde Gastriloog
33. De echte Polvarotti (1)
34. De Bellemolen van Jacky Duyck (2)
35. Het carnaval der mummies
36. Sherlock Haantjes
37. Kriebels, griezels en geesten
38. De snoezelpoezen (1)
39. De snoezelpoezen (2)
40. Koko Haantjes
41. De grote Hoplycrash
42. De dode koekoek
43. Samson en Delialja
44. De Pyjamazakkenrollers
45. Kerstnacht in Ravenburg (1)
46. Kerstnacht in Ravenburg (2)
47. De Klusjeskluns
48. De aeroboksshow
49. Zoetmieke en Jannekelief (1)
50. Zoetmieke en Jannekelief (2)
51. Mister 10000 Volt
52. Sslijm en Hopsasa
53. Hulpkorps Haantjes
54. De Aralscan-test (1)
55. De Aralscan-test (2)
56. Katja's jasje
57. De koning der Epibreerders
58. De Catwalkure
59. Het GSM-Mysterie (1)
60. Het GSM-Mysterie (2)
61. De Palimpsest van Eldorado
62. De Aquabende
63. Het Vladi-Vostock incident (1)
64. Het Vladi-Vostock incident (2)
65. Korte pijn
66. Toeternietoe
67. Faxterreur
68. De schat van Ledeberg (1)
69. De schat van ledeberg (2)
70. De Rockers van Ravenburg
71. De BTW-carrousel
72. De Geheime spiekschool
73. Vicky van interflix
74. De oude snoeper
75. De spreekgeldautomaat
76. Vliegende Haantjes